# Tor des Jahres
Die Auszeichnung zum Tor des Jahres wurde neben dem Tor des Monats im Jahr 1971 von der ARD ins Leben gerufen. Anfänglich wurde das Fußballtor des Jahres per Post gewählt. Heute findet die Abstimmung per Telefonabstimmung und über das Internet statt.
In die Auswahl zum Tor des Jahres kommen die Tore des Monats. Bei der Wahl hat sich nicht immer das außergewöhnlichste und spektakulärste Tor durchgesetzt. Gelegentlich ist ein entscheidender Treffer für einen wichtigen Titelgewinn zum Tor des Jahres gewählt worden. Beispiel hierfür ist das abgefälschte Golden Goal von Oliver Bierhoff zum Gewinn der Fußball-Europameisterschaft 1996. Genauso verhält es sich bei dem entscheidenden, aber im Allgemeinen als wenig spektakulär erachteten Kopfballtor von Nia Künzer bei der Fußball-Weltmeisterschaft der Frauen 2003.

## Rekorde

### Spieler
1. Klaus Fischer (3)
2. Günter Netzer, Gerd Müller, Karl-Heinz Rummenigge, Lothar Matthäus, Raúl und Lukas Podolski (je 2)

Mehr als zweimal wurde bisher nur der Stürmer Klaus Fischer Torschütze des Jahres, nämlich 1975, 1977 und 1982. Bekannt wurde Fischer vor allem auch durch seine Fallrückzieher. So erzielte er 1977 sein zweites Tor des Jahres am 16. November 1977 im Länderspiel Deutschland gegen die Schweiz (4:1) im Stuttgarter Neckarstadion ebenso per Fallrückzieher, es wurde später auch Tor des Jahrzehnts. Auch im WM-Halbfinale 1982 gegen Frankreich erzielte Fischer das wichtige 3:3 in der Verlängerung per Fallrückzieher, sein drittes Tor des Jahres.

### Vereine/Mannschaften
1. Deutsche Nationalmannschaften (10; Männer: 9, Frauen: 1)
2. FC Bayern München (8)
3. Borussia Mönchengladbach (6)
4. FC Schalke 04 (4)
5. Borussia Dortmund und 1. FC Köln (je 2)
6. 17 weitere Teams (je 1)

### Besonderheiten
Im Jahr 1994 schaffte es Bernd Schuster, die ersten drei Plätze zu belegen. Der bisher jüngste Spieler war der 18-jährige Daniel Simmes, der älteste Spieler war der 79-Jährige Kurt Meyer und die einzige Frau ist bis dato Nia Künzer.
Zum ersten Mal wurde im Jahr 1972 die Auszeichnung an zwei Spieler vergeben. Der Torschütze Netzer wurde per Hackentrick von Gerd Müller angespielt. Da sich alle Abwehrspieler auf den von Netzer angespielten Torjäger Müller konzentrierten, konnte der nun ungedeckte Netzer einschießen. Somit erhielt Gerd Müller als erster Spieler die Auszeichnung, ohne selbst getroffen zu haben. Die zweite Auszeichnung zweier Spieler folgte im Jahr 2013 für Julian Draxler und Raúl. Auch dieses Tor resultierte aus einem Zuspiel per Hackentrick, mit dem Draxler Raúl freispielte.
Zlatan Ibrahimović ist der erste Spieler einer ausländischen Mannschaft, der zum Torschützen des Jahres gewählt wurde.
Lukas Podolski, mit 13 Toren des Monats Rekordhalter, gelangen mit seinen letzten beiden Toren des Monats auch zweimal das Tor des Jahres.

## Torschützen des Jahres
| Jahr | Torschütze(n)                 | Team                          | Datum         | Gegner                       | Anlass                                         | Tor       | Endstand             | Besonderheit |
| ---- | ----------------------------- | ----------------------------- | ------------- | ---------------------------- | ---------------------------------------------- | --------- | -------------------- | --- |
| 1971 | Ulrik le Fevre                | Borussia Mönchengladbach      | 23. Okt. 1971 | FC Schalke 04                | Bundesligaspiel                                | 6:0       | 7:0                  | |
| 1972 | Günter Netzer und Gerd Müller | Deutschland                   | 15. Nov. 1972 | Schweiz                      | Freundschaftsspiel                             | 4:0       | 5:1                  | |
| 1973 | Günter Netzer                 | Borussia Mönchengladbach      | 20. März 1973 | 1. FC Kaiserslautern         | UEFA-Cup-Spiel, Viertelfinale, Rückspiel       | 2:1       | 7:1                  | |
| 1974 | Erwin Kostedde                | Kickers Offenbach             | 18. Okt. 1974 | Borussia Mönchengladbach     | Bundesligaspiel                                | 3:3       | 4:3                  | |
| 1975 | Klaus Fischer                 | FC Schalke 04                 | 27. Sep. 1975 | Karlsruher SC                | Bundesligaspiel                                | 2:0       | 2:2                  | |
| 1976 | Gerd Müller                   | FC Bayern München             | 20. Okt. 1976 | Baník Ostrava                | Europapokalspiel, 2. Runde, Hinspiel           | 1:2       | 1:2                  | |
| 1977 | Klaus Fischer                 | Deutschland                   | 16. Nov. 1977 | Schweiz                      | Freundschaftsspiel                             | 4:1       | 4:1                  | auch „Tor des Jahrzehnts“ der 1970er Jahre, „Tor des Vierteljahrhunderts“                                                                                   |
| 1978 | Rainer Bonhof                 | Deutschland                   | 11. Okt. 1978 | CSSR                         | Freundschaftsspiel                             | 2:0       | 4:3                  | 1. Länderspiel unter Jupp Derwall |
| 1979 | Harald Nickel                 | Borussia Mönchengladbach      | 7. Nov. 1979  | Inter Mailand                | UEFA-Cup-Spiel, 2. Vorrunde, Rückspiel         | 1:1       | 3:2 n. V.            | |
| 1980 | Karl-Heinz Rummenigge         | FC Bayern München             | 18. Okt. 1980 | VfL Bochum                   | Bundesligaspiel                                | 1:0       | 3:1                  | |
| 1981 | Karl-Heinz Rummenigge         | Deutschland                   | 23. Sep. 1981 | Finnland                     | WM-Qualifikation                               | 2:1       | 7:1                  | |
| 1982 | Klaus Fischer                 | Deutschland                   | 8. Juli 1982  | Frankreich                   | WM-Halbfinale                                  | 3:3       | 3:3 n. V., 5:4 i. E. | ermöglichte das Elfmeterschießen, das Deutschland gewann |
| 1983 | Jürgen Wilhelm                | Hassia Bingen                 | 2. Okt. 1983  | FC 08 Homburg                | Spiel der Amateuroberliga Südwest              | 2:1       | 3:2                  | |
| 1984 | Daniel Simmes                 | Borussia Dortmund             | 5. Okt. 1984  | Bayer 04 Leverkusen          | Bundesligaspiel                                | 1:0       | 2:1                  | mit 18 Jahren der bisher jüngste Torschütze des Jahres |
| 1985 | Pierre Littbarski             | 1. FC Köln                    | 25. Apr. 1985 | Werder Bremen                | Bundesligaspiel                                | 3:1       | 3:2                  | |
| 1986 | Stefan Kohn                   | Arminia Bielefeld             | 20. Apr. 1986 | Tennis Borussia Berlin       | Spiel der 2. Bundesliga                        | 2:1       | 2:1                  | |
| 1987 | Jürgen Klinsmann              | VfB Stuttgart                 | 14. Nov. 1987 | FC Bayern München            | Bundesligaspiel                                | 1:0       | 3:0                  | |
| 1988 | Jürgen Wegmann                | FC Bayern München             | 26. Nov. 1988 | 1. FC Nürnberg               | Bundesligaspiel                                | 1:0       | 1:0                  | |
| 1989 | Klaus Augenthaler             | FC Bayern München             | 19. Aug. 1989 | Eintracht Frankfurt          | DFB-Pokalspiel                                 | 1:0       | 1:0                  | auch „Tor des Jahrzehnts“ der 1980er Jahre |
| 1990 | Lothar Matthäus               | Deutschland                   | 10. Juni 1990 | Jugoslawien                  | WM-Gruppenspiel                                | 3:1       | 4:1                  | |
| 1991 | Andreas Müller                | FC Schalke 04                 | 23. Nov. 1991 | 1. FC Kaiserslautern         | Bundesligaspiel                                | 1:1       | 1:1                  | |
| 1992 | Lothar Matthäus               | FC Bayern München             | 21. Nov. 1992 | Bayer 04 Leverkusen          | Bundesligaspiel                                | 2:1       | 4:2                  | |
| 1993 | Jay-Jay Okocha                | Eintracht Frankfurt           | 31. Aug. 1993 | Karlsruher SC                | Bundesligaspiel                                | 3:1       | 3:1                  | |
| 1994 | Bernd Schuster                | Bayer 04 Leverkusen           | 28. Aug. 1994 | Eintracht Frankfurt          | Bundesligaspiel                                | 1:0       | 4:0                  | auch „Tor des Jahrzehnts“ der 1990er Jahre |
| 1995 | Jean-Pierre Papin             | FC Bayern München             | 30. Aug. 1995 | KFC Uerdingen 05             | Bundesligaspiel                                | 1:0       | 2:0                  | |
| 1996 | Oliver Bierhoff               | Deutschland                   | 30. Juni 1996 | Tschechien                   | EM-Finale                                      | 2:1       | 2:1 n. V.            | Golden Goal |
| 1997 | Lars Ricken                   | Borussia Dortmund             | 28. Mai 1997  | Juventus Turin               | Champions-League-Finale                        | 3:1       | 3:1                  | auch „BVB-Tor des Jahrhunderts“ |
| 1998 | Olaf Marschall                | 1. FC Kaiserslautern          | 12. Sep. 1998 | Hertha BSC                   | Bundesligaspiel                                | 2:3       | 4:3                  | |
| 1999 | Giovane Élber                 | FC Bayern München             | 27. Feb. 1999 | Hansa Rostock                | Bundesligaspiel                                | 3:0       | 4:0                  | |
| 2000 | Alex Alves                    | Hertha BSC                    | 30. Sep. 2000 | 1. FC Köln                   | Bundesligaspiel                                | 1:2       | 4:2                  | Fernschuss aus dem Mittelkreis (52 Meter) |
| 2001 | Kurt Meyer                    | Blau Weiß Post Recklinghausen | 20. Jan. 2001 | FC Jungsiegfried Hillerheide | Altliga-Spiel (Ü 40)                           | 1:0       | 2:2                  | mit 79 Jahren der bisher älteste Torschütze des Jahres |
| 2002 | Benjamin Lauth                | Deutschland                   | 16. Dez. 2002 | Bundesliga-Allstars          | Benefizspiel                                   | 3:2       | 4:2                  | |
| 2003 | Nia Künzer                    | Deutschland                   | 22. Okt. 2003 | Schweden                     | WM-Finale                                      | 2:1       | 2:1 n. V.            | Golden Goal; bislang einzige Frau als Torschützin des Jahres                                                                                                |
| 2004 | Klemen Lavrič                 | Dynamo Dresden                | 12. Dez. 2004 | FC Rot-Weiß Erfurt           | Spiel der 2. Bundesliga                        | 1:0       | 1:1                  | |
| 2005 | Kasper Bøgelund               | Borussia Mönchengladbach      | 27. Aug. 2005 | FC Schalke 04                | Bundesligaspiel                                | 1:0       | 1:1                  | |
| 2006 | Oliver Neuville               | Borussia Mönchengladbach      | 28. Juli 2006 | Galatasaray Istanbul         | Freundschaftsspiel                             | 1:1       | 1:1                  | |
| 2007 | Diego                         | Werder Bremen                 | 20. Apr. 2007 | Alemannia Aachen             | Bundesligaspiel                                | 3:1       | 3:1                  | |
| 2008 | Michael Ballack               | Deutschland                   | 16. Juni 2008 | Österreich                   | EM-Gruppenspiel                                | 1:0       | 1:0                  | |
| 2009 | Grafite                       | VfL Wolfsburg                 | 4. Apr. 2009  | FC Bayern München            | Bundesligaspiel                                | 5:1       | 5:1                  | auch dritter Platz beim ersten FIFA-Puskás-Preis 2009 |
| 2010 | Michael Stahl                 | TuS Koblenz                   | 26. Okt. 2010 | Hertha BSC                   | DFB-Pokalspiel                                 | 1:0       | 2:1                  | Tor aus 61,5 Metern, erstes Profitor für Stahl |
| 2011 | Raúl                          | FC Schalke 04                 | 13. Aug. 2011 | 1. FC Köln                   | Bundesligaspiel                                | 4:1       | 5:1                  | |
| 2012 | Zlatan Ibrahimović            | Schweden                      | 14. Nov. 2012 | England                      | Freundschaftsspiel                             | 4:2       | 4:2                  | erstes Tor des Jahres, das nicht von einem Spieler einer deutschen Vereins- oder Nationalmannschaft erzielt wurde, erster Platz beim FIFA-Puskás-Preis 2013 |
| 2013 | Raúl und Julian Draxler       | FC Schalke 04                 | 27. Juli 2013 | al-Sadd Sports Club          | Freundschaftsspiel                             | 8:0       | 9:0                  | |
| 2014 | Mario Götze                   | Deutschland                   | 13. Juli 2014 | Argentinien                  | WM-Finale                                      | 1:0 n. V. | 1:0 n. V.            | auch „Tor des Jahrzehnts“ der 2010er Jahre |
| 2015 | Carsten Kammlott              | FC Rot-Weiß Erfurt            | 13. Aug. 2015 | Dynamo Dresden               | Drittligaspiel                                 | 1:1       | 1:3                  | |
| 2016 | Marcel Risse                  | 1. FC Köln                    | 19. Nov. 2016 | Borussia Mönchengladbach     | Bundesligaspiel                                | 2:1       | 2:1                  | Tor in der Nachspielzeit zum Derbysieg gegen Borussia Mönchengladbach                                                                                       |
| 2017 | Lukas Podolski                | Deutschland                   | 22. März 2017 | England                      | Freundschaftsspiel/Abschiedsspiel für Podolski | 1:0       | 1:0                  | 12. Tor des Monats, 49. und letztes Länderspieltor für Podolski                                                                                             |
| 2018 | Nils Petersen                 | SC Freiburg                   | 27. Jan. 2018 | Borussia Dortmund            | Bundesligaspiel                                | 2:1       | 2:2                  | |
| 2019 | Marcel Hartel                 | 1. FC Union Berlin            | 31. Jan. 2019 | 1. FC Köln                   | Spiel der 2. Bundesliga                        | 1:0       | 2:0                  | |
| 2020 | Valentino Lazaro              | Borussia Mönchengladbach      | 8. Nov. 2020  | Bayer 04 Leverkusen          | Bundesligaspiel                                | 3:4       | 3:4                  | |
| 2021 | Gerrit Holtmann               | VfL Bochum                    | 21. Aug. 2021 | 1. FSV Mainz 05              | Bundesligaspiel                                | 1:0       | 2:0                  | |
| 2022 | Lukas Podolski                | Górnik Zabrze                 | 5. Nov. 2022  | Pogoń Szczecin               | Ekstraklasa (höchste polnische Liga)           | 4:1       | 4:1                  | 13. Tor des Monats |
| 2023 | Florian Wirtz                 | Bayer 04 Leverkusen           | 29. Okt. 2023 | SC Freiburg                  | Bundesligaspiel                                | 1:0       | 2:1                  | |
| 2024 | Harry Kane                    | FC Bayern München             | 22. Nov. 2024 | FC Augsburg                  | Bundesligaspiel                                | 3:0       | 3:0                  | |

### Nationalitäten
- Rang: Nennt die Platzierung des Landes innerhalb dieser Rangliste. Diese wird durch die Anzahl der Auszeichnungen bestimmt. Bei gleicher Anzahl von Auszeichnungen wird alphabetisch sortiert.
- Nationalität: Nennt den Namen des Staates.
- Anzahl: Nennt die Anzahl der errungenen Auszeichnungen.
- Jahre: Nennt die Jahre, in denen ein Spieler aus dem jeweiligen Land eine Auszeichnung gewonnen hat.

| Rang | Nationalität | Anzahl | Jahre                  |
| ---- | ------------ | ------ | ---------------------- |
| 1    | Deutschland  | 40     | 1972 … 2023            |
| 2    | Brasilien    | 4      | 1999, 2000, 2007, 2009 |
| 3    | Dänemark     | 2      | 1971, 2005             |
| 3    | Spanien      | 2      | 2011, 2013             |
| 5    | England      | 1      | 2024                   |
| 5    | Frankreich   | 1      | 1995                   |
| 5    | Nigeria      | 1      | 1993                   |
| 5    | Österreich   | 1      | 2020                   |
| 5    | Schweden     | 1      | 2012                   |
| 5    | Slowenien    | 1      | 2004                   |

## Torschützen des Jahrzehnts
| Jahrzehnt | Torschütze(n)             | Team                      | Datum                     | Gegner                    | Anlass                    | Tor                       | Endstand                  | Besonderheit                                    |
| --------- | ------------------------- | ------------------------- | ------------------------- | ------------------------- | ------------------------- | ------------------------- | ------------------------- | ----------------------------------------------- |
| 1970er    | Klaus Fischer             | Deutschland               | 16. Nov. 1977             | Schweiz                   | Freundschaftsspiel        | 4:1                       | 4:1                       | Tor des Jahres 1977 Tor des Vierteljahrhunderts |
| 1980er    | Klaus Augenthaler         | FC Bayern München         | 19. Aug. 1989             | Eintracht Frankfurt       | DFB-Pokalspiel            | 1:0                       | 1:0                       | Tor des Jahres 1989                             |
| 1990er    | Bernd Schuster            | Bayer 04 Leverkusen       | 28. Aug. 1994             | Eintracht Frankfurt       | Bundesligaspiel           | 1:0                       | 4:0                       | Tor des Jahres 1994                             |
| 2000er    | Es fand keine Wahl statt. | Es fand keine Wahl statt. | Es fand keine Wahl statt. | Es fand keine Wahl statt. | Es fand keine Wahl statt. | Es fand keine Wahl statt. | Es fand keine Wahl statt. | Es fand keine Wahl statt.                       |
| 2010er    | Mario Götze               | Deutschland               | 13. Juli 2014             | Argentinien               | WM-Finale                 | 1:0 n. V.                 | 1:0 n. V.                 | Tor des Jahres 2014                             |

## Torschütze des Jahrhunderts
Das Tor des Jahrhunderts erzielte laut einer ARD-Umfrage Helmut Rahn am 4. Juli 1954 beim Wunder von Bern Deutschland – Ungarn (3:2) im Stadion Wankdorf in Bern.
| Jahrhundert     | Torschütze  | Team        | Datum        | Gegner | Anlass    | Tor | Endstand | Besonderheit                             |
| --------------- | ----------- | ----------- | ------------ | ------ | --------- | --- | -------- | ---------------------------------------- |
| 20. Jahrhundert | Helmut Rahn | Deutschland | 4. Juli 1954 | Ungarn | WM-Finale | 3:2 | 3:2      | Siegtreffer zum ersten WM-Erfolg des DFB |